# The X Factor (음반)
| 전문가 평가                      | 전문가 평가 |
| 평가 점수                        | 평가 점수   |
| 출처                             | 점수        |
| -------------------------------- | ----------- |
| AllMusic                         | [ 1 ]       |
| Collector's Guide to Heavy Metal | 2/10        |
| Sputnikmusic                     | 3.5/5       |

《The X Factor》는 영국의 헤비 메탈 밴드 아이언 메이든이 1995년 10월 2일, EMI 레코드를 통해 발매한 열 번째 스튜디오 음반이다. CMC 인터내셔널은 북미에서 음반을 발매했다. 이 밴드가 솔로 활동을 위해 이전 투어에 이어 밴드를 떠난 브루스 디킨슨 대신 울프스베인의 전 소속이었던 블레이즈 베일리를 보컬로 포함시킨 것은 이번이 처음이다. 이 음반은 이혼이 한창이던 당시 스티브 해리스와 관련된 개인적인 문제들을 바탕으로 한 가사로 인해 밴드의 처음 9개 발매 때보다 어두운 톤을 취하고 있다. 이것은 밴드의 마스코트인 에디가 기계에 의해 생동감 있게 묘사된 커버 삽화에 반영되어 있다.

## 배경

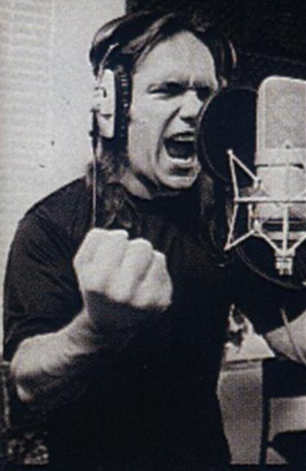
이것은 보컬리스트인 블레이즈 베일리와 함께한 그 밴드의 첫 번째 음반이었다.

음반 제목은 녹음 시작과 동시에 나왔다. 프로듀서 나이젤 그린에 따르면 "우리 모두는 음악이 발전하고 있는 방식, 블레이즈의 새로운 참여, 사운드, 새 음반의 헌신이 "X Factor"라는 특별한 품질을 가지고 있다고 느꼈습니다. 이것이 음반의 작업 타이틀이 되었고 우리는 그것을 좋아했고 그래서 우리는 그것을 보관했습니다. 이 음반은 저희의 열 번째 스튜디오 음반이고 "X"는 많은 이미지를 불러올 수 있기 때문에 매우 적절합니다."
에디가 또 다른 전두엽절제술을 받는 모습을 그린 커버 아트는 휴 시메에 의해 만들어졌다. 커버의 "lifelike" 스타일 때문에 밴드는 멀리서도 에디의 그래픽이 덜한 모습으로, 가역적인 소매로 음반을 발매할 수밖에 없었다.
이 음반은 2015년 《The Book of Souls》가 밴드의 로고의 고전적인 변형을 사용한 마지막 음반이었다. 《Virtual XI》에서 《The Final Frontier》에 이르는 모든 스튜디오 발매는 "R", "M"과 "N"의 확장된 끝을 제거하는 대체품을 사용했다.
《The X Factor》는 아이언 메이든의 열 번째 연속 영국 톱 10 음반이었지만, 4주밖에 되지 않아 그들의 최단 기간 스튜디오 음반이 되었다.
The X Factour는 이 음반을 지지했다. 다음 음반인 《Virtual XI》의 투어처럼, 베일리는 밴드의 무거운 콘서트 스케줄로 인해 때때로 보컬 문제로 고통받으면서 미국에서 몇 번의 시기가 취소되었다.

## 곡 목록
| #   | 제목                           | 작사·작곡             | 재생 시간 |
| --- | ------------------------------ | --------------------- | --------- |
| 1.  | 〈Sign of the Cross〉          | 스티브 해리스         | 11:16     |
| 2.  | 〈Lord of the Flies〉          | 해리스, 야닉 거스     | 5:02      |
| 3.  | 〈Man on the Edge〉            | 블레이즈 베일리, 거스 | 4:10      |
| 4.  | 〈Fortunes of War〉            | 해리스                | 7:25      |
| 5.  | 〈Look for the Truth〉         | 베일리, 거스, 해리스  | 5:10      |
| 6.  | 〈The Aftermath〉              | 해리스, 베일리, 거스  | 6:20      |
| 7.  | 〈Judgement of Heaven〉        | 해리스                | 5:10      |
| 8.  | 〈Blood on the World's Hands〉 | 해리스                | 6:00      |
| 9.  | 〈The Edge of Darkness〉       | 해리스, 베일리, 거스  | 6:39      |
| 10. | 〈2 A.M.〉                     | 베일리, 거스, 해리스  | 5:37      |
| 11. | 〈The Unbeliever〉             | 해리스, 거스          | 8:05      |

## 인증
| 국가                       | 인증 | 판매량/출하량 |
| -------------------------- | ---- | ------------- |
| 영국 (BPI)                 | 실버 | 60,000*       |
| *판매량을 기반으로 한 인증 |      |               |